# ジョン・ウェーバー (ピアニスト)
ジョン・ウェーバー（Jon Weber、1961年 - 、ウィスコンシン州ミルウォーキー生まれ）は、ニューヨークやシカゴを拠点としているアメリカ合衆国のジャズ・ピアニストにして作曲家であり、その作曲とパフォーマンスは、世界中の多くの国で批評家や一般大衆から評価を得ている。ほぼ独学で、絶対音感と驚くべき旋律に対する記憶力を有している。彼は、NPRで『Piano Jazz With Jon Weber』という番組のホストを務めている。 

## 略歴

### 生い立ち
ウェーバーはかなり若い年頃から演奏を始めた。長年シカゴで生活しながら演奏し、現在はニューヨークで暮らしている。アメリカ、ヨーロッパ、インド、日本、オーストラリアにおいて幅広いミュージシャンと共演し、レコーディングを行ってきた。

### その後の人生とキャリア
ウェーバーのアルバム『Jazz Wagon』は1993年にリリースされ、続いてライブ・アルバム『Flying Keys』、作曲家ジェイ・リビングストンとレイ・エバンズの曲を集めたアルバム『It's Never Quite the Same』がリリースされた。最新アルバム『Simple Complex』には、彼自身が作曲した作品が含まれている。2004年にリリースされ、ピアノのウェーバーに加え、ドラマーのマーク・ウォーカー、サックスのエリック・アレクサンダー、トランペット奏者のディエゴ・ウルコラとロイ・ハーグローヴ、ベーシストのアヴィシャイ・コーエン、ニールス＝ヘニング・エルステッド・ペデルセン、ピーター・ワシントン、ヴィブラフォン奏者のゲイリー・バートンが演奏している。
ウェーバーは、「From Joplin to Jarrett: 100 Years of Piano Jazz（ジョプリンからジャレットまで: ピアノ・ジャズの100年）」というタイトルの人気コンサート・シリーズをプロデュースおよび演奏し、「ニューヨーク・タイムズ」紙や「ウォール・ストリート・ジャーナル」紙などから好評を博した（下記の外部リンクでレビューが見られる）。
ウェーバーの放送出演には、ピアニストの故マリアン・マクパートランドとのNPRの番組『Piano Jazz』、ジュディ・カーマイケルとの『Jazz Inspired』がある。2012年に、人気番組『Piano Jazz』の最新バージョンにてホストを開始した。2011年秋に長年のホスト業を辞任したマクパートランドから引き継ぎ、現在はNPRの『Piano Jazz With Jon Weber』と呼ばれている。